# アルベルト・キュヒラー
アルベルト・キュヒラー（Albert Küchler、1803年5月2日 - 1886年2月16日）はデンマークの画家である。「デンマーク黄金時代」と呼ばれる時代の画家の一人で肖像画や 庶民の日常生活を描く風俗画（英: Genre painting）や歴史画を描いた。1851年からカトリック教会の修道会フランシスコ会の修道士となった。

## 略歴
コペンハーゲンに家具職人の息子に生まれた。父親のもとで、木工を学ぶが、画家をこころざし、1816年にデンマーク王立美術院に入学し、絵画を学んだ。この時代の多くの画家と同じように、クリストファー・エカスベアのもとで学んだ。1820年代の初めに最初の賞(silver medal)を受け、1829年に金賞と、海外で学ぶ奨学金を得た。
1830年にミュンヘンで学んだ後、ローマに向かい、ローマに集まったデンマーク人芸術家の中に加わった。当時ローマには、彫刻家のトルバルセン、画家のコンスタンティン・ハンセンやマーティヌス・ラービュー、ヴィルヘルム・マーストラン、ディトリウ・ブルンク、ヤアアン・ソネ、建築家のミケール・ゴトリプ・ビネスブル、詩人のクリスチャン・ヴィンダ、ハンス・クリスチャン・アンデルセンらがいた。画家のの活動の他に、ローマのデンマークのライブラリーの司書も務めた。1840年代にはキリスト教美術の再生を目指したナザレ派の影響で宗教画も描いた。
1844年にカトリックに改宗し、1851年にフランシスコ会に入会し、ピエトロの聖名を得た。その後ローマに住み サン・ボナベントゥーラ修道院やプルドニクの修道院で暮らした。 芸術活動は祭壇画や古い絵画の模写をするだけになった。ローマで没した。

## 作品

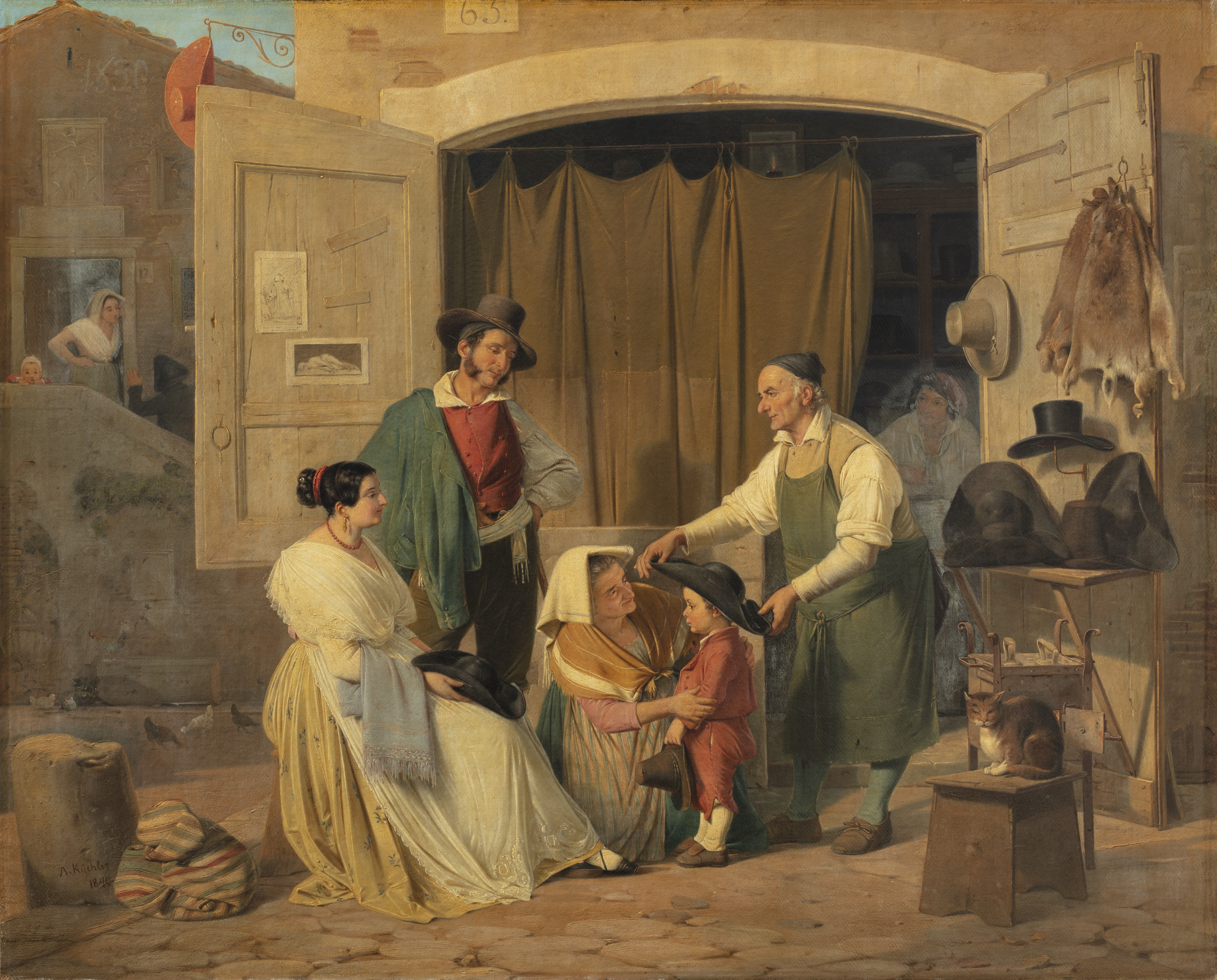
息子に帽子を買う農民
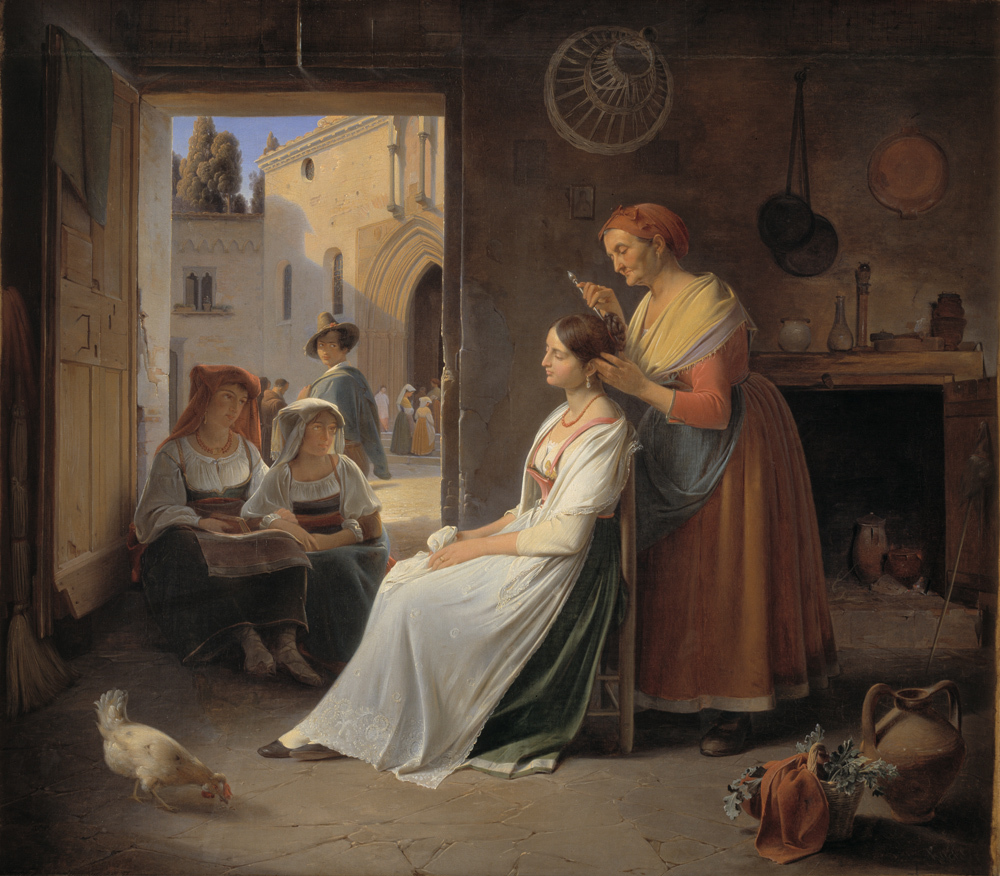
「母親に愛されている若いイタリア女性」
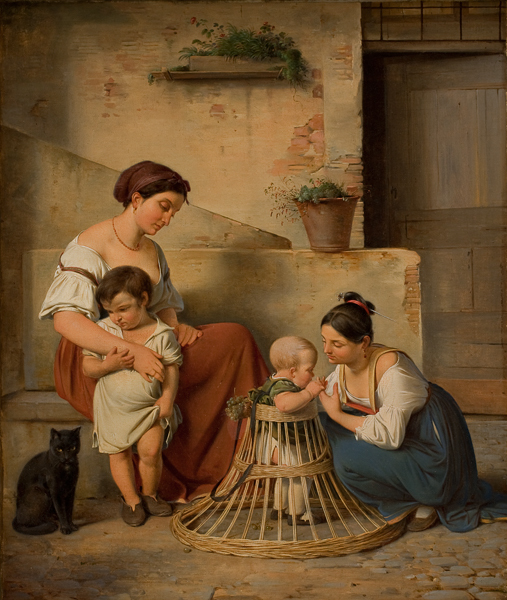
ローマの街の風景

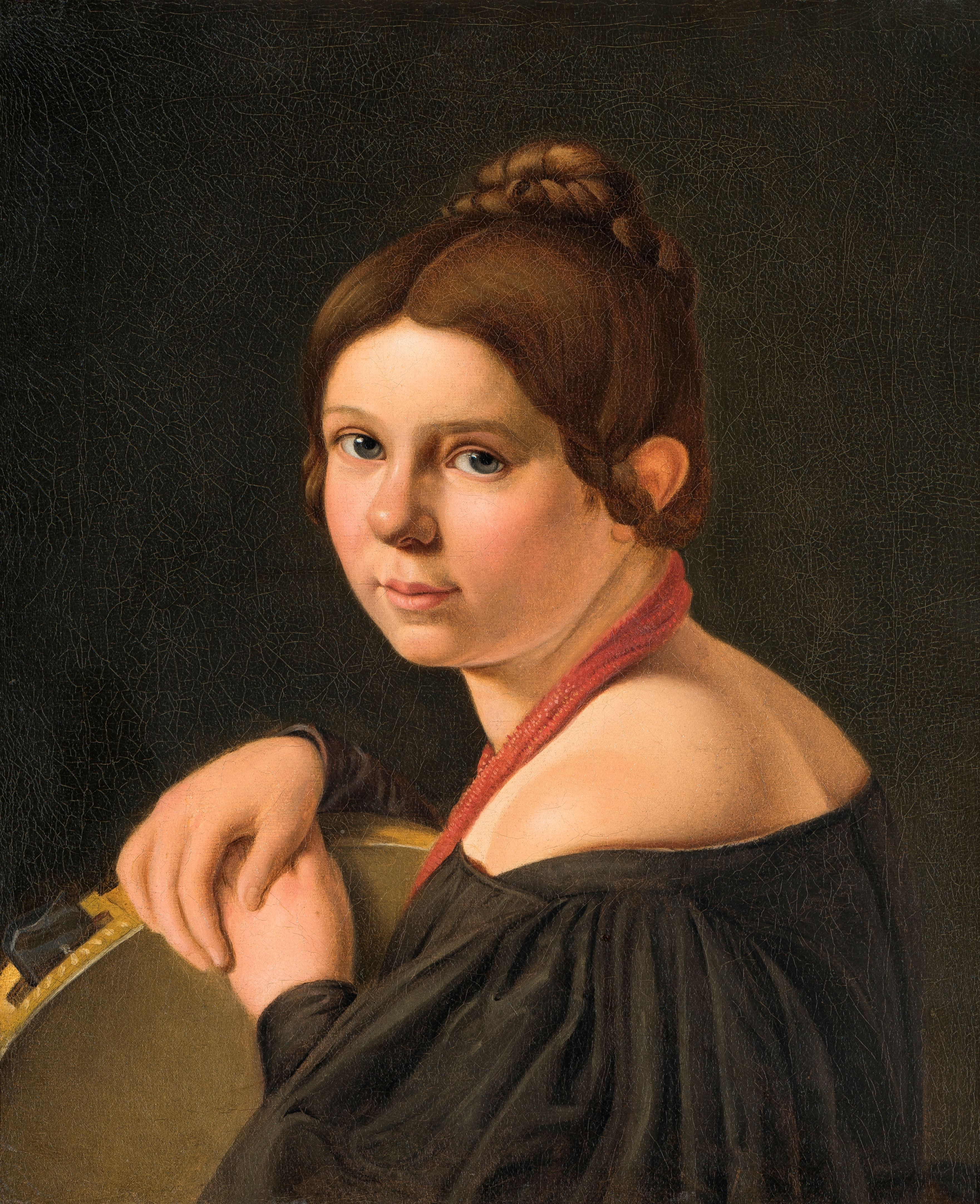
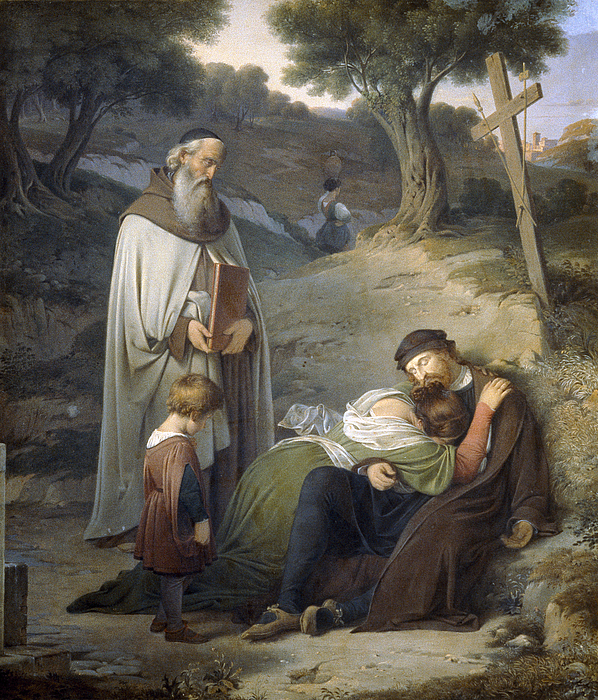
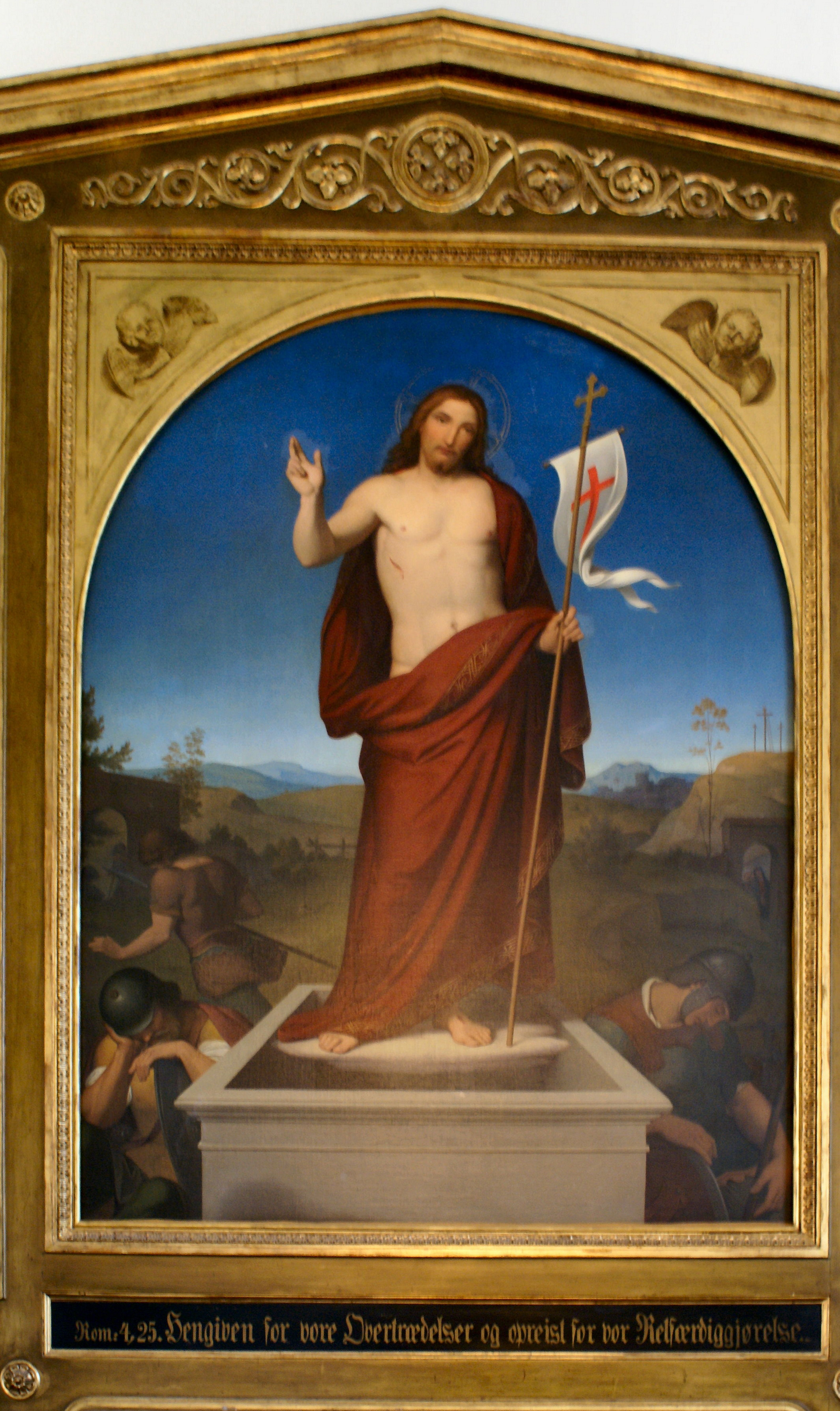
コンスタンティン・ハンセンの肖像